# 強勢
強勢（きょうせい）は、音節上におかれる音の強さである。強勢を持つ音節は、他の音節よりも呼気エネルギーが大きい。IPAでは第一強勢が [ ˈ ], 第二強勢が [ ˌ ] で表され、その音節の前におかれる。UPAでは꜠と꜡が用いられる。
イタリア語やスペイン語では普通、語末から二番目（penultimo）の音節に強勢が置かれる。イタリア語では語末のみ、スペイン語では例外全てに、アクセント記号が付される。